# L'Empire de madame Sin
Pour plus de détails, voir Fiche technique et Distribution.
L'Empire de madame Sin (titre original : Madame Sin) est un film britannique réalisé par David Greene, d'abord diffusé à la télévision aux États-Unis comme épisode pilote d'un projet de série non abouti et sorti au cinéma en Europe en 1972.

## Fiche technique
- Titre français : L'Empire de madame Sin[1]
- Titre original : Madame Sin
- Réalisation : David Greene
- Scénario : David Greene et Barry Oringer
- Photographie : Anthony B. Richmond
- Montage : Peter Tanner
- Musique : Michael Gibbs
- Direction artistique : Brian Eatwell
- Production : Lew Grade, Lou Morheim, Robert Wagner et Julian Wintle
- Société de production : 2X Productions et Incorporated Television Company (ITC)
- Pays de production :  Royaume-Uni
- Langue : anglais
- Genre : Thriller
- Format : Couleur - 35 mm - 1,33:1 - Son : mono
- Durée : 90 minutes
- Dates de sortie :
  - États-Unis : 15 janvier 1972 (première diffusion TV)
  - Royaume-Uni : avril 1972
  - France : 26 juillet 1973 (Nord)[1]

## Distribution
- Bette Davis (VF : Paule Emanuele) : Madame Sin
- Robert Wagner (VF : Dominique Paturel) : Anthony Lawrence
- Denholm Elliott (VF : Serge Sauvion) : Malcolm De Vere
- Gordon Jackson : Commandant Cavendish
- Dudley Sutton : Moine
- Catherine Schell : Barbara
- Pik-Sen Lim : Nikko
- Paul Maxwell : Connors
- David Healy : Braden
- Alan Dobie : White
- Burt Kwouk : Opérateur balafré
- Gabriella Licudi : Religieuse